# رنه دفکه
رنه دفکه (انگلیسی: René Deffke؛ زادهٔ ۹ نوامبر ۱۹۶۶) بازیکن فوتبال اهل آلمان است.
از باشگاه‌هایی که در آن بازی کرده‌است می‌توان به باشگاه فوتبال وولفسبورگ، باشگاه فوتبال دینامو برلینر، باشگاه فوتبال یونیون برلین، باشگاه فوتبال کارل زایس ینا، باشگاه فوتبال روت وایس اهلن، باشگاه فوتبال اس‌سی فورتونا کلن، باشگاه فوتبال هرتابرلین، باشگاه فوتبال بلاو-وایس ۹۰ برلین، و باشگاه فوتبال آینتراخت برانشوایگ اشاره کرد.